# Groß-Taxen
Groß-Taxen ist eine Ortschaft und als Großtaxen eine Katastralgemeinde der Marktgemeinde Kautzen im Bezirk Waidhofen an der Thaya im niederösterreichischen Waldviertel mit 73 Einwohnern (Stand 1. Jänner 2024).

## Geografie
Das nordöstlich von Kautzen gelegene Dorf wird vom Taxenbach durchflossen, der im Ort gestaut wird. Im Ort kreuzen die Landesstraßen L8169 und L8170. Am 1. April 2020 umfasste die Ortschaft 58 Adressen.

## Geschichte
Der Ort war Stammsitz des adeligen Geschlechts der Dachsner, die 1347 erstmals mit Heinrich Dagsner urkundlich aufscheinen. Diese sind bis 1534 in Taxen nachzuweisen, danach gelangte die Herrschaft bis 1732 in den Besitz der Woytich. Der alte Ansitz wurde am Beginn des Dreißigjährigen Krieges zerstört und der Ort verwüstet. Die heutige Anlage wurde nach 1621 als Neubau errichtet, einzig der Torturm geht im Kern auf das 16. Jahrhundert zurück.
Die Einwohner waren mittelmäßig bestiftete Landbauern und Kleinhäusler, die vom Ackerbau, einer unbedeutenden Viehzucht und der Baumwollweberei lebten, berichtete Schweickhardt im 19. Jahrhundert. Im Meierhof der Herrschaft wurden zudem 250 Schafe gehalten.
Im Jahr 1822 wurde der Ort als Dorf mit 46 Häusern genannt, das nach Kautzen eingepfarrt war, wohin auch die Kinder eingeschult wurden. Die Herrschaft Dobersberg besaß die Ortsobrigkeit, übte die Landgerichtsbarkeit aus, besorgte die Konskription und hatte die Grundherrschaft inne. Laut Adressbuch von Österreich waren im Jahr 1938 in der Ortsgemeinde Großtaxen ein Bäcker, zwei Gastwirte, ein Gemischtwarenhändler, eine Mühle samt Sägewerk, zwei Schuster, ein Tischler und einige Landwirte ansässig. Im Zuge der Niederösterreichischen Kommunalstrukturverbesserung trat die damalige Ortsgemeinde Großtaxen per 1. Jänner 1971 der Marktgemeinde Kautzen bei.

## Sehenswürdigkeiten
- Schloss Groß-Taxen, nach Zerstörung im frühen 17. Jahrhundert neu errichtet